# 卜奎清真寺
卜奎清真寺位于黑龙江省齐齐哈尔市建华区清真寺胡同，是黑龙江省规模最大、历史最长的清真寺。“卜奎”是齐齐哈尔别称。
分东、西寺两部分。1958年，两寺合并称齐齐哈尔市清真寺。1980年，列为齐齐哈尔市文物保护单位，对清真寺建筑进行重修。1981年，列为第一批黑龙江省文物保护单位，命名为卜奎清真寺。2006年5月，中国国务院公布为第六批全国重点文物保护单位（古建筑）。